# Леонов, Алексей Архипович
Алексе́й Архи́пович Лео́нов (30 мая 1934[…], Листвянка, Западно-Сибирский край, РСФСР, СССР — 11 октября 2019[…], Басманный район, Москва) — лётчик-космонавт СССР № 11, первый человек в мире, вышедший в открытый космос. Дважды Герой Советского Союза (1965, 1975), генерал-майор авиации (1975), лауреат Государственной премии СССР (1981), член Высшего совета партии «Единая Россия» (2002—2019), военный летчик 1-го класса (1965).

## Ранняя биография
Родился 30 мая 1934 года в деревне Листвянка (ныне Тисульского района Кемеровской области). Был восьмым ребёнком в семье. Русский. Отец — Архип Алексеевич Леонов (1892—1981, род. Орловская губерния, работал на шахтах Донбасса, выучился на ветеринара и зоотехника). В 1937 году отец был репрессирован, семью выгнали из дома, а соседям позволили разграбить имущество «врагов народа». Отец, которого едва не застрелили на этапе, отсидел два года — с 1936-го по 1938-й. Посадили без суда и следствия за конфликт с председателем колхоза. В 1939 году отца реабилитировали, помог его бывший сослуживец по дивизии красных латышских стрелков — Лудзиш. Семья с матерью переехала к родственникам в Кемерово, где в комнате (16 м²) в бараке стало жить 11 человек. Мать Евдокия Минаевна (1895—1967).
Учился в кемеровских школах № 35, 37. В 1947 году семья переехала по новому месту работы отца в город Калининград. Окончил среднюю школу № 21 Калининграда в 1953 году. Рано проявил художественный талант, оформлял стенгазеты. Хотел поступить в Рижскую академию художеств, но не имел средств для жизни в Риге.
В 1955 году окончил 10-ю Военную авиационную школу первоначального обучения лётчиков в Кременчуге, куда поступил по комсомольскому набору. В 1957 году окончил Чугуевское военное авиационное училище лётчиков (ЧВАУЛ) и вступил в КПСС. Был направлен лётчиком в 113-й гвардейский истребительный авиационный полк 10-й гвардейской истребительной авиационной дивизии 69-й воздушной армии Киевского военного округа, а в 1959 году — старшим лётчиком в Группу советских войск в Германии, 294-й отдельный разведывательный авиационный полк 24-й воздушной армии.

## В отряде космонавтов

Алексей Леонов (1934—2019), первый человек в открытом космосе. Фото сделано кинокамерой в ходе выхода за пределы космического корабля «Восход-2». 18 марта 1965 года

В 1960 году был зачислен в первый отряд советских космонавтов. В 1963 году был вторым дублёром Валерия Быковского при подготовке полёта «Востока-5». 18—19 марта 1965 года совместно с Павлом Беляевым совершил полёт в космос в качестве второго пилота на космическом корабле «Восход-2». В ходе полёта осуществил первый в истории космонавтики выход в открытый космос, проявив при этом исключительное мужество, особенно в нештатной ситуации, когда раздувшийся космический скафандр препятствовал его возвращению в космический корабль.

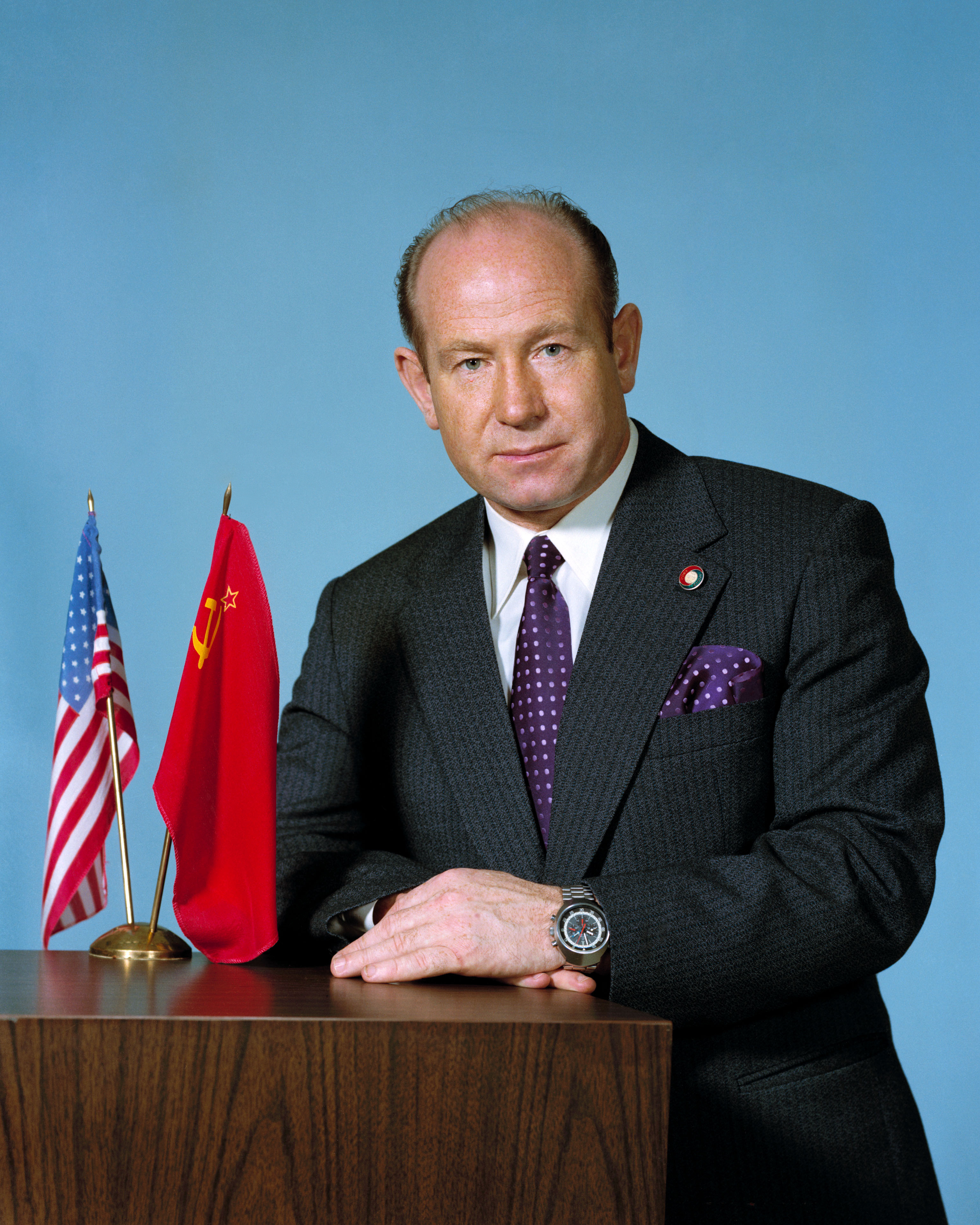
Замначальника ЦПК Алексей Леонов, 1974 год

За успешное осуществление полёта и проявленные при этом мужество и героизм подполковнику Леонову Алексею Архиповичу 23 марта 1965 года присвоено звание Героя Советского Союза с вручением ордена Ленина и медали «Золотая Звезда».

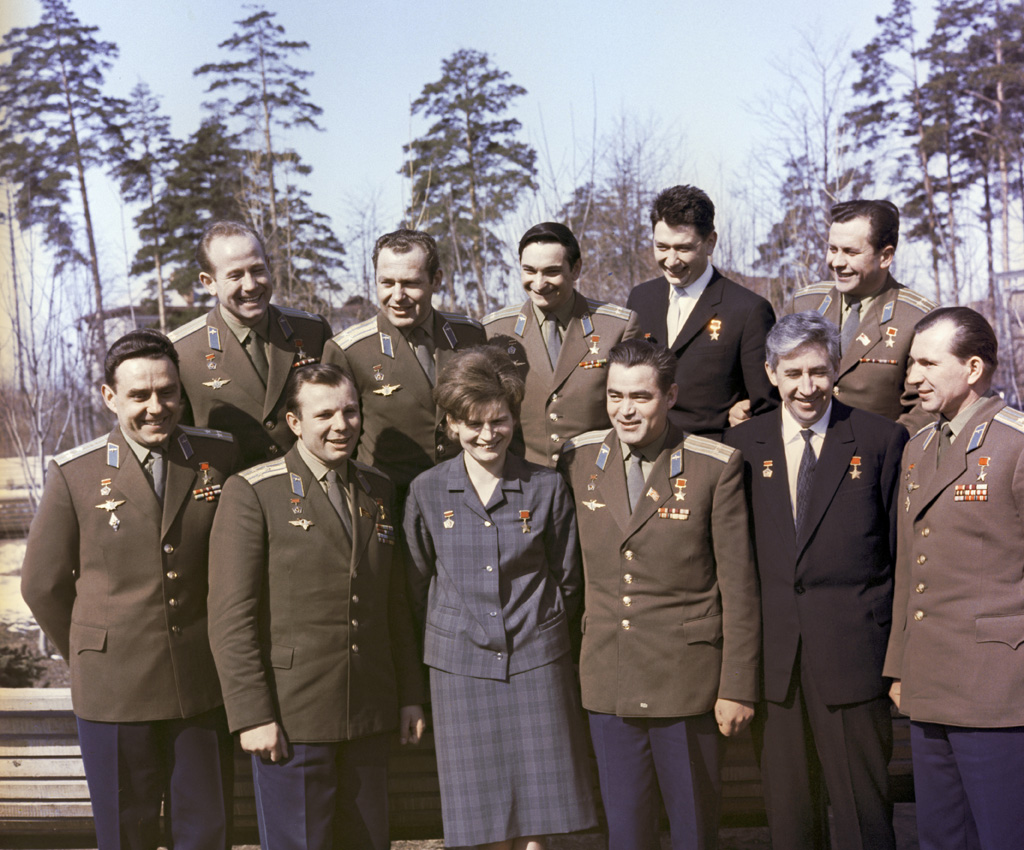
Отряд космонавтов СССР (1-й слева во 2-м ряду). Звёздный городок, 1965 год

В 1965—1969 годах в группе космонавтов участвовал в подготовке по лунно-облётной и лунно-посадочной программам. Вместе с Олегом Макаровым входил в состав первого из трёх сформированных в 1967 году экипажей для облёта Луны. В начале декабря 1968 года члены трёх подготовленных экипажей написали письмо в Политбюро ЦК КПСС с просьбой разрешить стартовать немедленно (в США пилотируемый облёт Луны планировался на 21—27 декабря 1968 года), невзирая на неудачи предшествующих беспилотных запусков. Пилотируемый запуск намечался на 9 декабря 1968 года, но разрешение так и не было получено. В 1969 году два экипажа (в том числе экипаж Леонова) продолжали подготовку к высадке на Луну, но подготовка прекратилась после двух неудач с запуском ракеты Н-1 и успешной высадки на Луну 21 июля 1969 года экипажа «Аполлон-11».
В 1968 году окончил Военно-воздушную инженерную академию имени Н. Е. Жуковского (инженерный факультет).
22 января 1969 года находился в автомобиле, обстрелянном офицером Виктором Ильиным в ходе покушения на Л. И. Брежнева, не пострадал.
В 1971 году был командиром основного экипажа Союза-11 (вместе с Валерием Кубасовым и Петром Колодиным). Незадолго до старта медкомиссия дала отвод Кубасову, экипаж заменили. Полетели дублёры — Георгий Добровольский, Владислав Волков и Виктор Пацаев, погибшие при посадке спускаемого аппарата.
В 1975 году, 15—21 июля, совместно с В. Н. Кубасовым, совершил второй полёт в космос в качестве командира космического корабля «Союз-19» по программе «ЭПАС» (программа «Союз — Аполлон»). Продолжительность полёта — 5 сут 22 ч 30 мин 51 с. Тогда впервые была проведена стыковка кораблей двух разных стран.
Статистика
| #         | Стартовый корабль           | Старт, UTC        | Экспедиция          | Корабль посадки | Посадка, UTC      | Налёт                      | Выходы в открытый космос | Время в открытом космосе |
| --------- | --------------------------- | ----------------- | ------------------- | --------------- | ----------------- | -------------------------- | ------------------------ | ------------------------ |
| 1         | Восход-2                    | 18.03.1965, 07:00 | Восход-2            | Восход-2        | 19.03.1965, 09:02 | 01 суток 02 часа 02 минуты | 1                        | 00 часов 16 минут        |
| 2         | Союз-19                     | 15.07.1975, 12:20 | Союз-19, Аполлон-21 | Союз-19         | 21.07.1975, 10:50 | 05 суток 22 часа 30 минут  | 0                        | 0                        |
| colspan=6 | 07 суток 00 часов 32 минуты | 1                 | 00 часов 16 минут   |                 |                   |                            |                          |                          |

За успешное осуществление полёта и проявленные при этом мужество и героизм А. А. Леонову 22 июля 1975 года было присвоено звание генерал-майора авиации, он был награждён второй медалью «Золотая звезда» и орденом Ленина.
В 1970—1991 годах — заместитель начальника Центра подготовки космонавтов. В 1981 году окончил адъюнктуру при Военно-воздушной инженерной академии имени Н. Е. Жуковского. Был председателем Всесоюзного совета по комплексу ГТО при Спорткомитете СССР с 1973 года, членом НОК СССР, организационного комитета Олимпиады 1980 года в Москве. Кандидат технических наук. Имеет 4 изобретения и более 10 научных трудов.

## В запасе

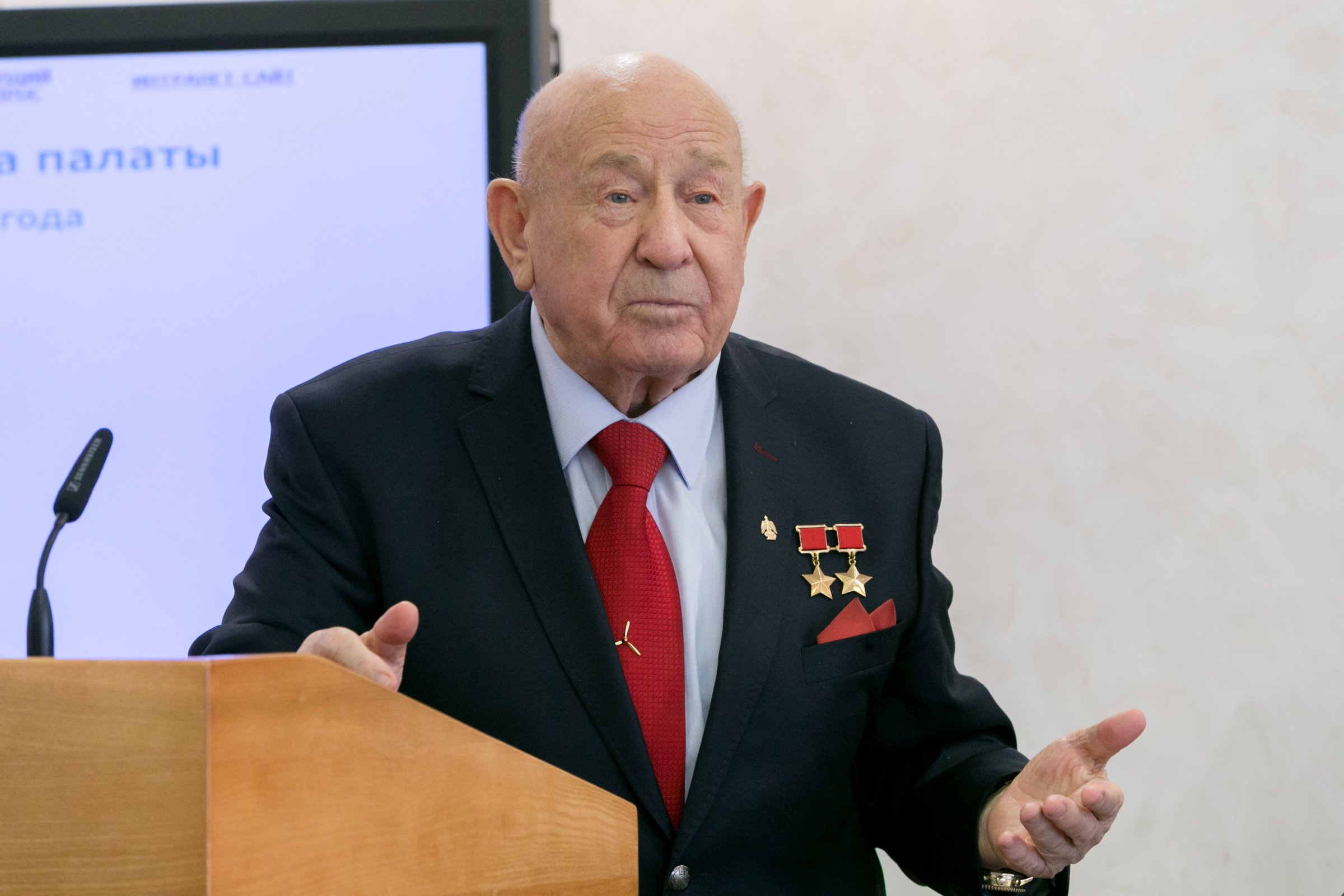
На встрече в Совете Федерации, 2016 год

Вышел на пенсию в 1991 году, жил в Москве. С марта 1992 года в запасе. В 1992—1993 годах — директор космических программ фирмы «Четек». Советник первого заместителя председателя совета директоров «Альфа-банка», в начале 2000-х годов — вице-президент «Альфа-банка». Член партии «Единая Россия» с 18 декабря 2002 года, входил в состав Высшего совета партии. Получил признание как художник (сотрудничал с Андреем Константиновичем Соколовым), его работы широко выставляются и публикуются.
С 1990 года был руководителем проекта «Знамя Мира в Космосе».

## Смерть и похороны
В последние годы Леонов много болел. В начале февраля 2019 года ему сделали операцию на пальцах ноги из-за диабета, и после этого он постоянно находился в госпиталях. Скончался 11 октября 2019 года в возрасте 85 лет в Москве, в госпитале имени Бурденко.
Похоронен с воинскими почестями 15 октября в Мытищах на Федеральном военном мемориальном кладбище.

## Художник почтовых конвертов и марок

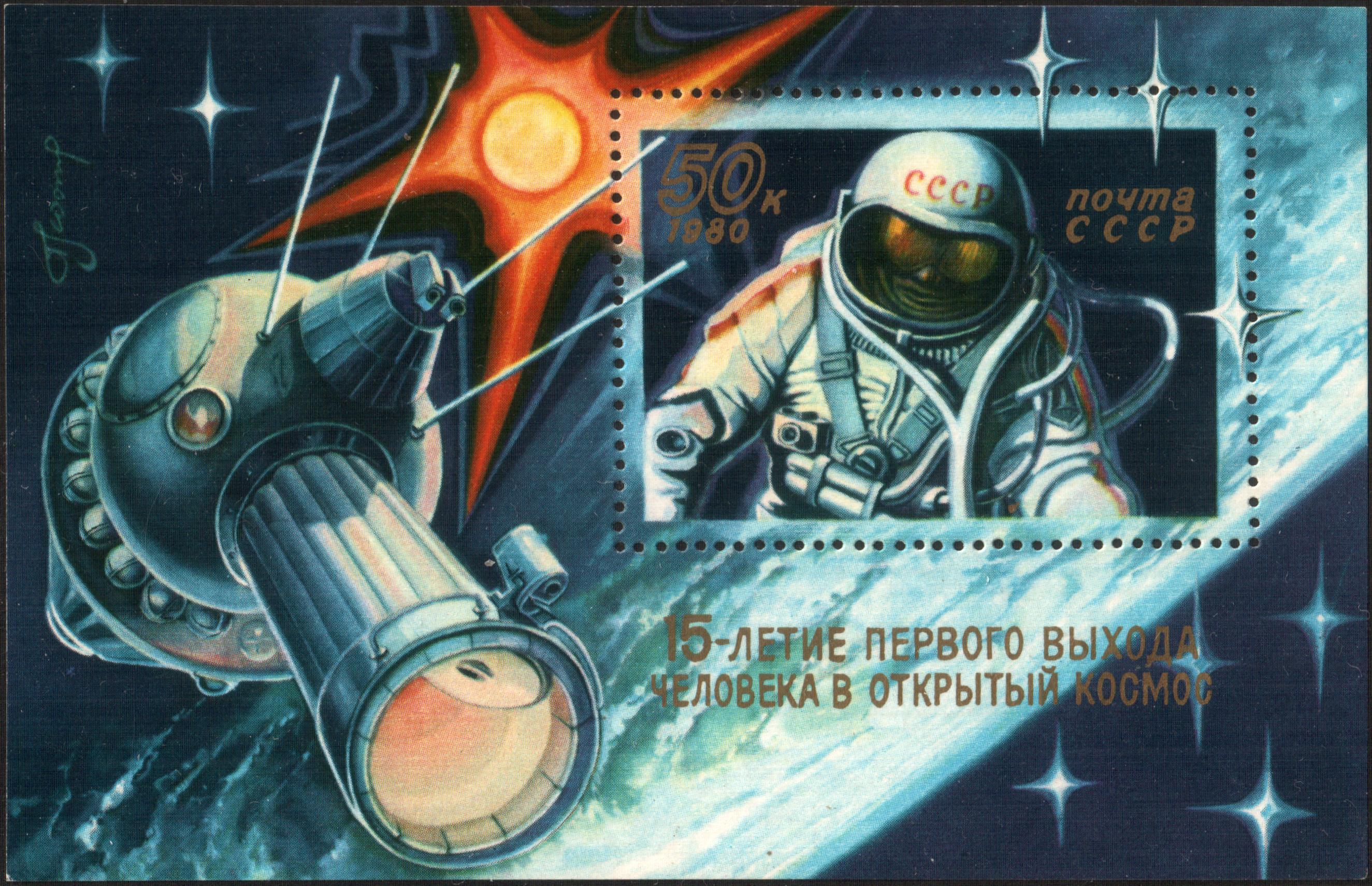
Почтовый блок СССР с рисунком А. Леонова и факсимиле его подписи

А. А. Леонов увлекался живописью: «Картина космической бездны, которую я увидел, своей грандиозностью, необъятностью, яркостью красок и резкостью контрастов чистой темноты с ослепительным сиянием звезд просто поразила и очаровала меня». В 2017 году Третьяковская галерея получила в дар две живописные картины 2006 года — одна посвящена выходу в космос, другая называется «Космический пейзаж». В начале 2000-х годов настоятель Леушинского подворья в Санкт-Петербурге и создатель Мемориального музея святого Иоанна Кронштадтского в Кронштадте протоиерей Геннадий (Беловолов) предложил Леонову написать икону для космонавтов, тот изобразил Богородицу на фоне состыкованных в виде креста кораблей «Аполлон» и «Союз».
В начале 1970-х годов в содружестве с художником-фантастом Андреем Соколовым Леонов создал ряд почтовых марок СССР на космическую тему. Дебют тандема в филателии состоялся в марте 1967 года, когда художниками была выполнена серия из трёх марок, посвящённая Дню космонавтики  (ЦФА [АО «Марка»] № 3476-3478). В октябре того же года увидела свет серия из пяти марок «Космическая фантастика»  (ЦФА [АО «Марка»] № 3545-3549), посвящённая освоению Вселенной.
Следующая серия из 6 марок тандема Леонов-Соколов вышла в сентябре 1972 года к 15-летию космической эры  (ЦФА [АО «Марка»] № 4162-4167). В композиционном решении эта серия не была похожа ни на одну из предыдущих работ авторов. Художественное поле каждой марки было разбито на две части: на большей из них изображены достижения советской космонавтики на тот момент, на другой — будущее космической эры. Марки этой серии были признаны лучшими марками СССР 1972 года в разделе «Советская наука и техника». К 15-летию первого выхода человека в открытый космос был выпущен почтовый блок СССР с рисунком А. Леонова и факсимиле его подписи (ЦФА [АО «Марка»] № 5064).

Марки А. Леонова и А. Соколова «15-летие космической эры» (1972)
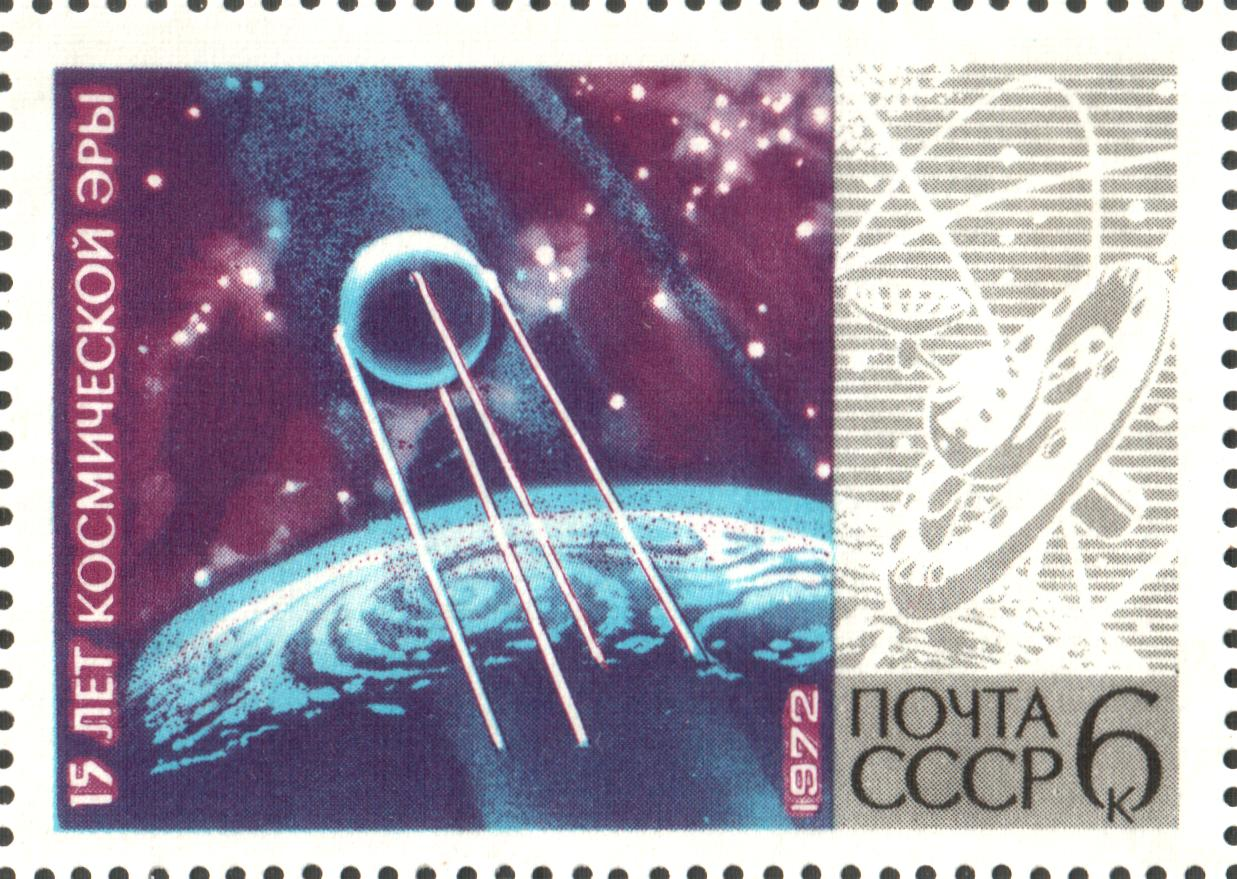
Первый ИСЗ (ЦФА [АО «Марка»] № 4162)
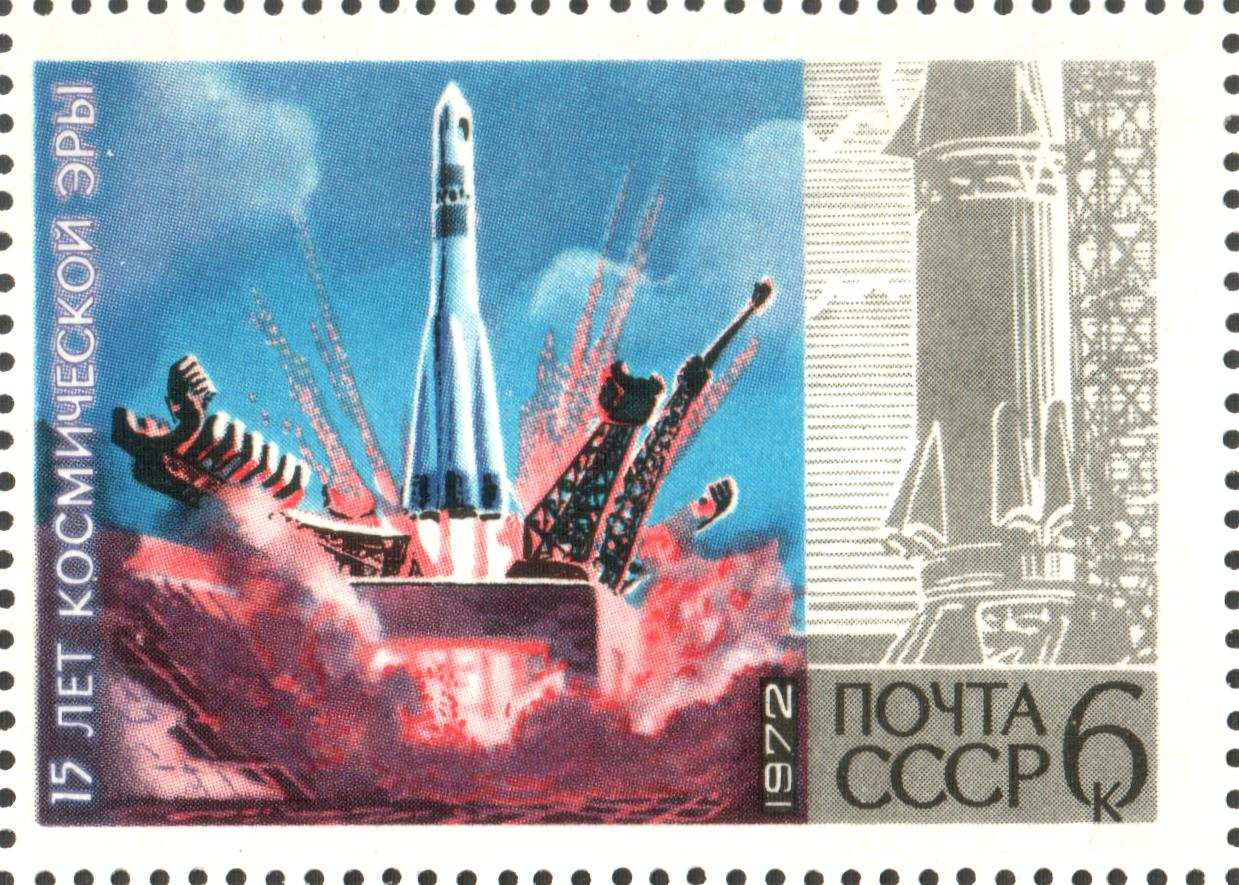
Старт космического корабля «Восток» (ЦФА [АО «Марка»] № 4163)
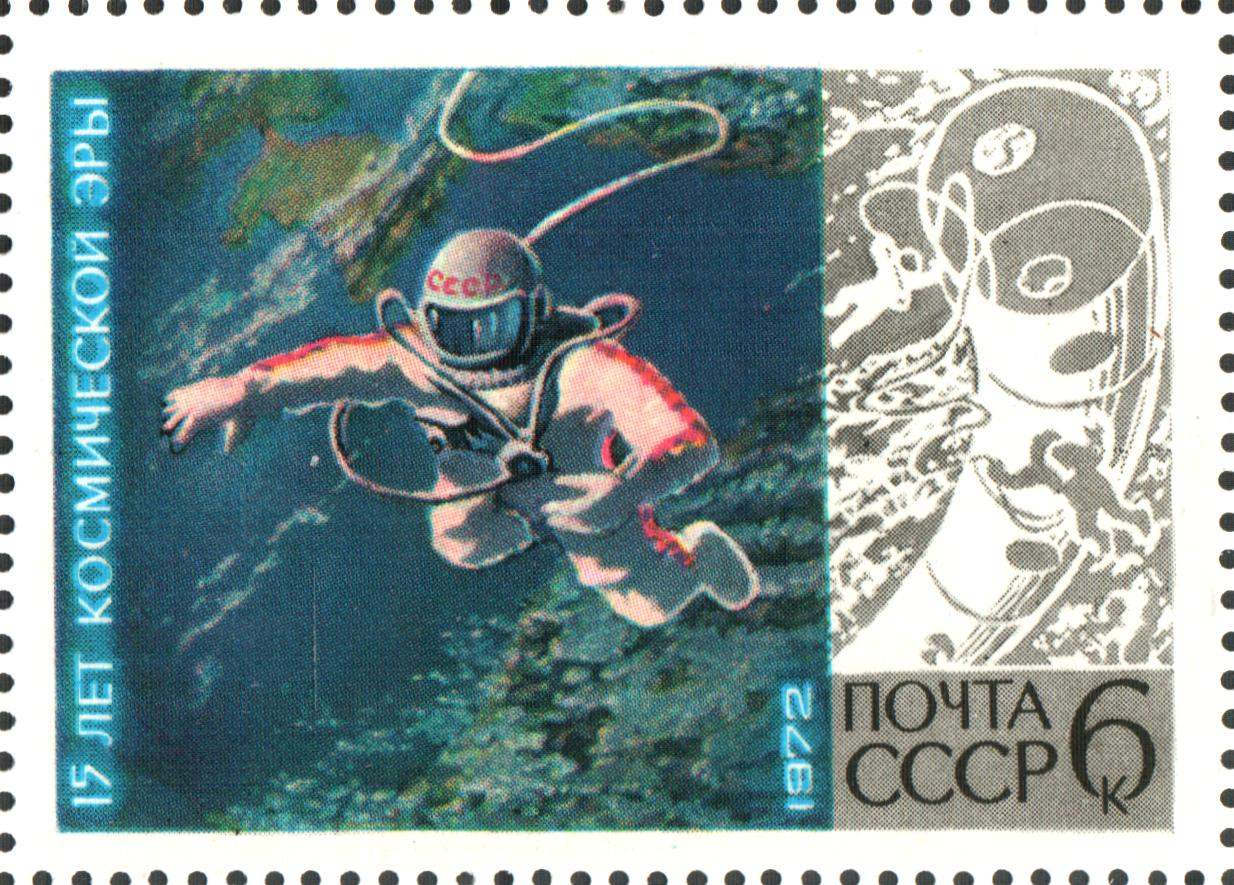
Выход человека в открытый космос (ЦФА [АО «Марка»] № 4164)
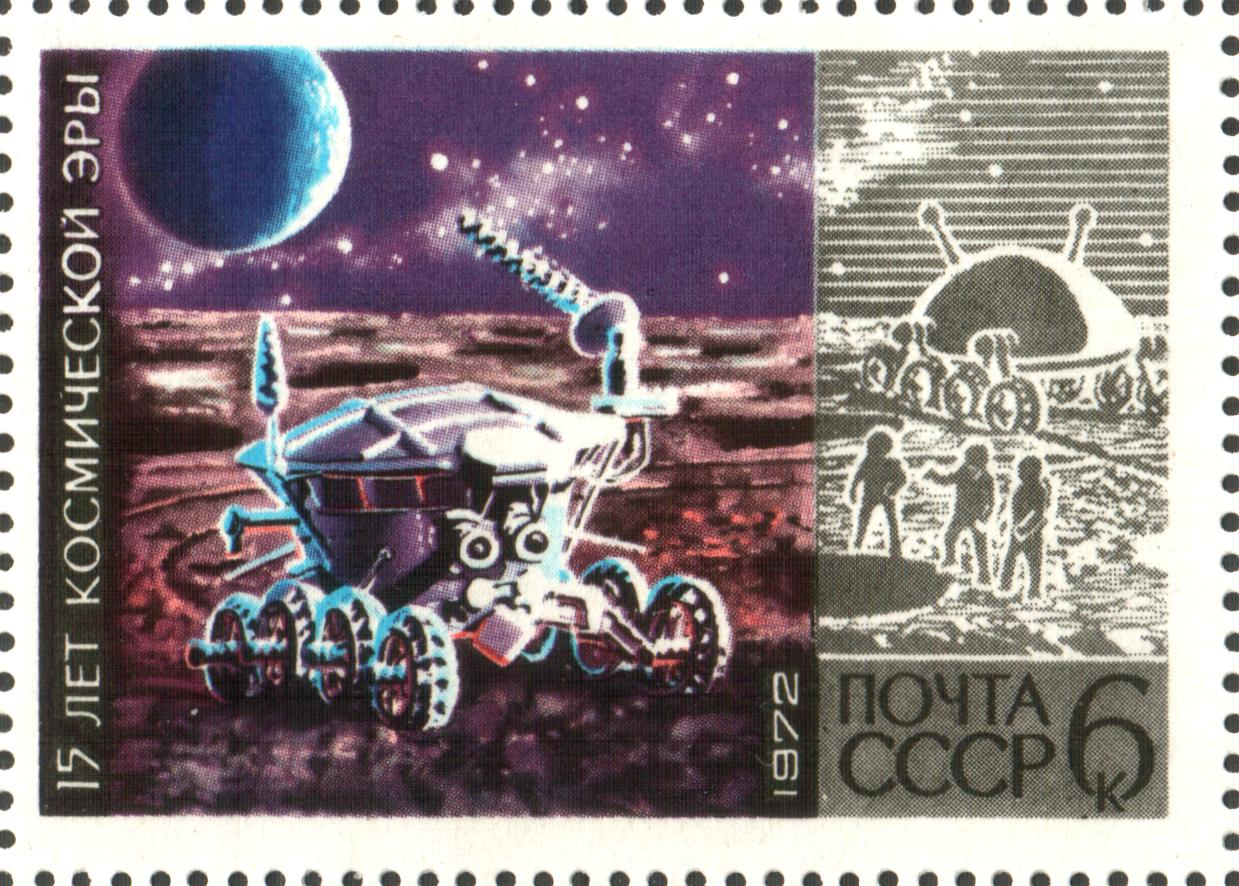
«Луноход-1» (ЦФА [АО «Марка»] № 4165)
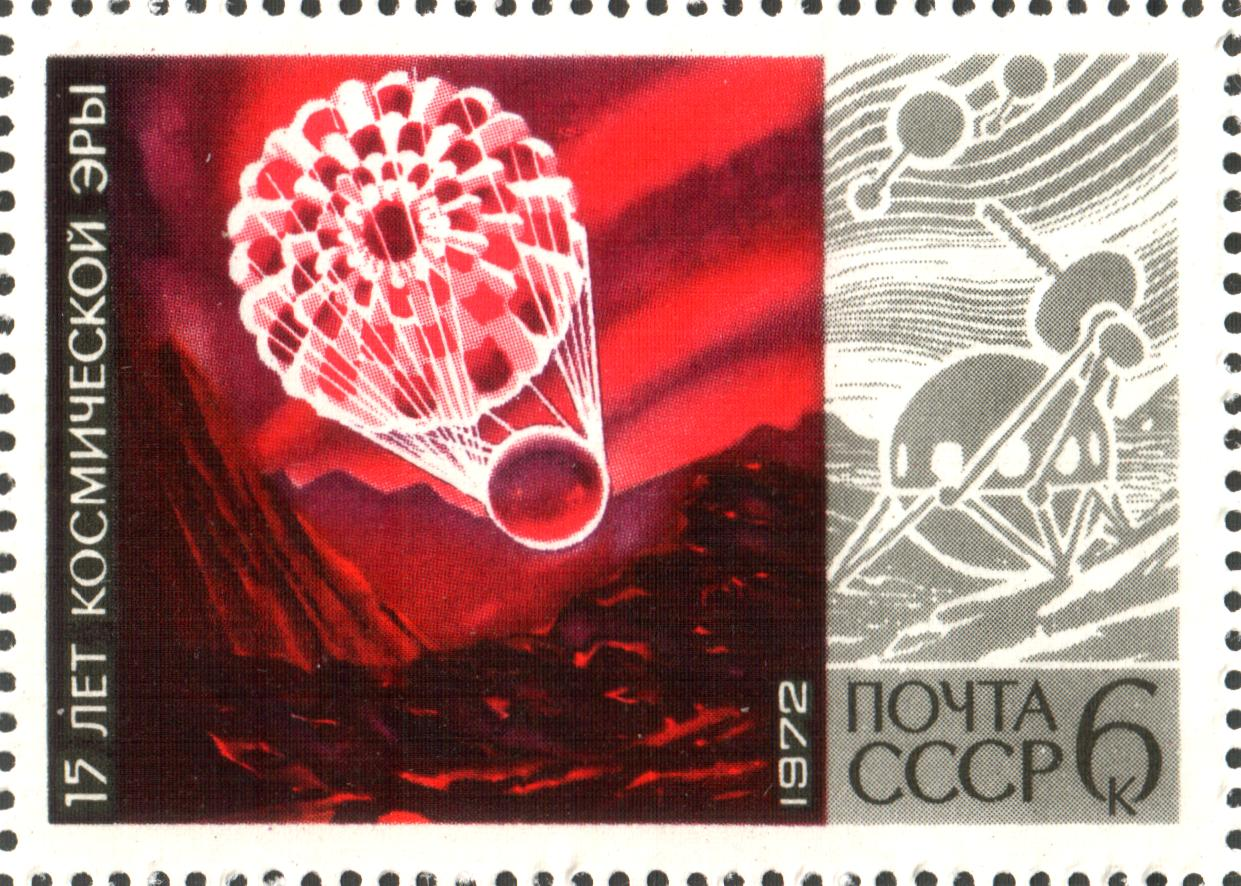
АМС «Венера-7» (ЦФА [АО «Марка»] № 4166)
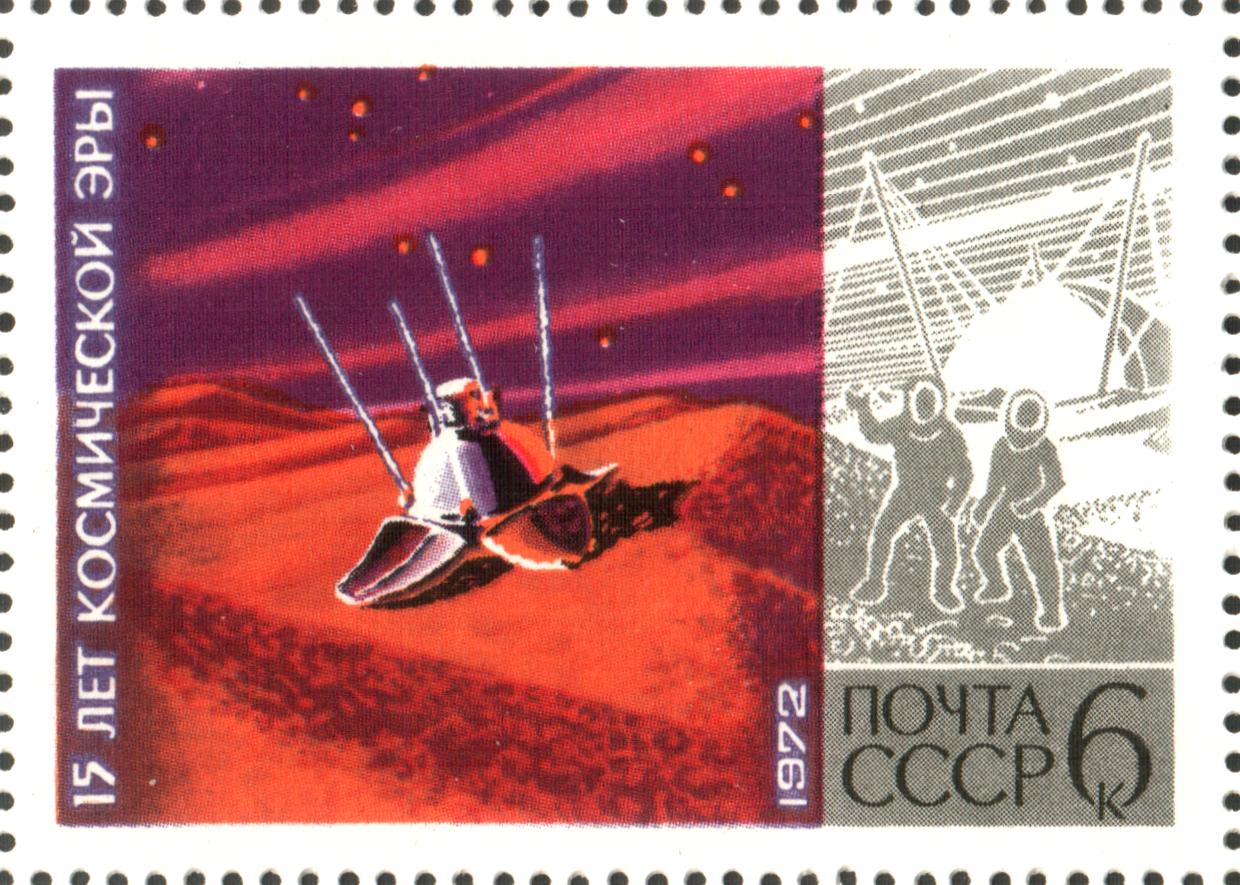
Спускаемый аппарат АМС «Марс-3»

Почтовые конверты с картинами А. Леонова
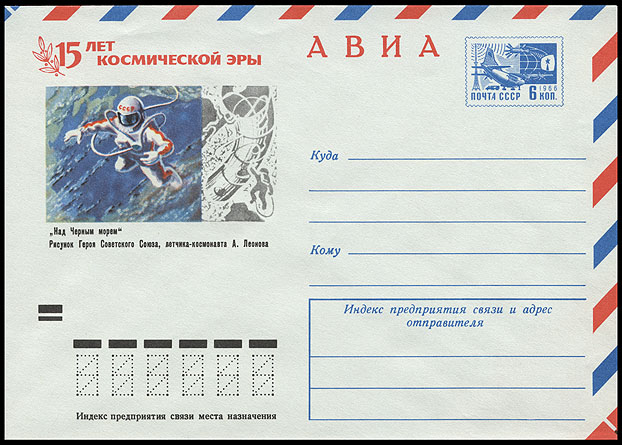
15 лет космической эры
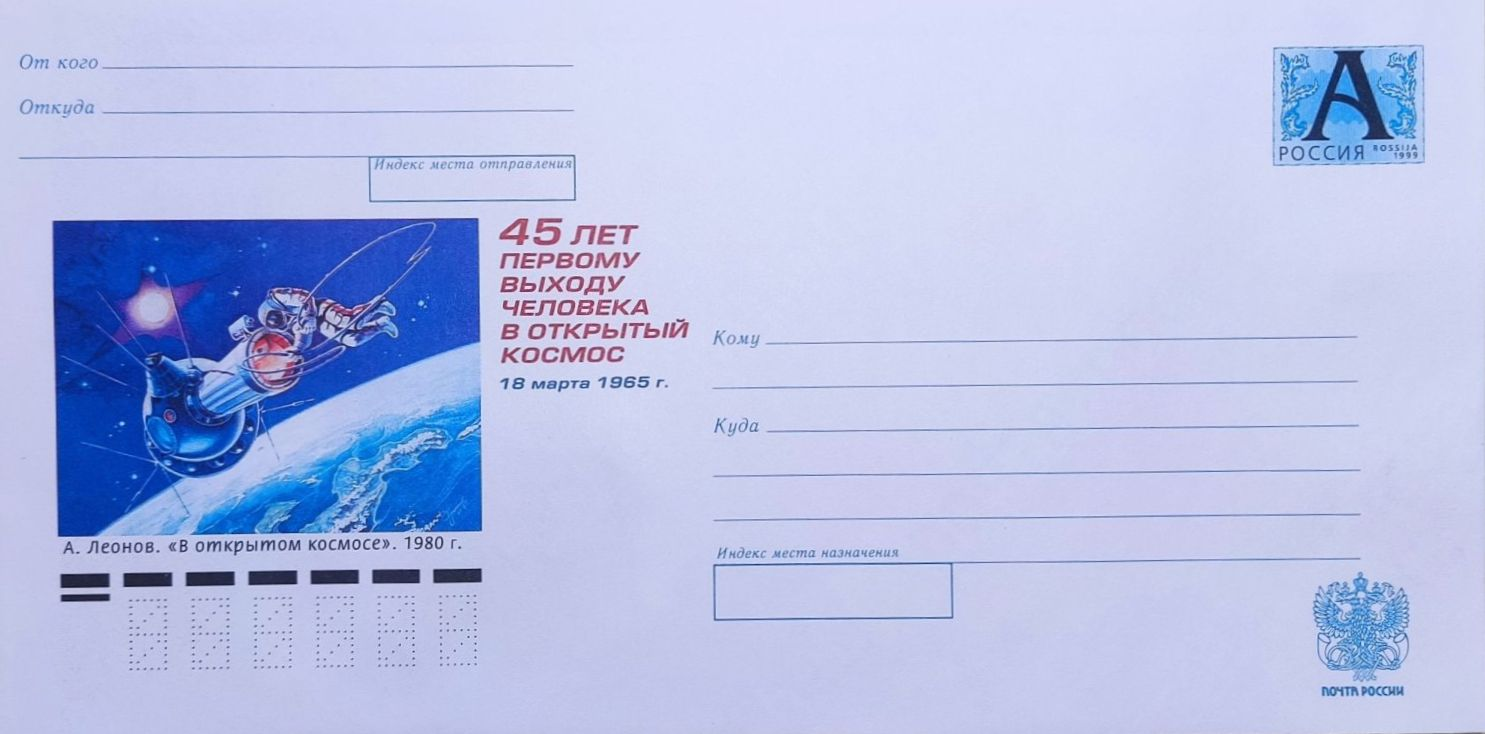
45 лет первому выходу человека в открытый космос

## Личная жизнь
- Жена — Светлана Павловна Леонова (в девичестве — Даценко; 1940 — 06.11.2021[32]) — работала редактором редакционно-издательского отдела в ЦПК, была на пенсии, умерла от осложнений, вызванных коронавирусной инфекцией[33].
  - Старшая дочь — Виктория Алексеевна Леонова (21.04.1961 — 07.1996) — работала в Главном управлении «Совфрахт» Министерства морского флота, умерла после заболевания гепатитом, осложнённым пневмонией[33].
  - Младшая дочь — Оксана Алексеевна Леонова (род. 1967) — окончила Военный институт иностранных языков, работала переводчиком[33], живёт с мужем в Лос-Анджелесе, работает в фирме, занимается видео и кинопрокатом[33][34].
  - Внуки: Даниил и Карина[35].

## Воинские звания
- Лейтенант (30.10.1957).
- Старший лейтенант (28.03.1960).
- Капитан (10.07.1961).
- Майор (11.01.1964).
- Подполковник (18.03.1965).
- Полковник (09.11.1966).
- Генерал-майор авиации (22.07.1975).

## Награды, премии и почётные звания
Награды и почётные звания СССР и Российской Федерации
- Дважды Герой Советского Союза (23 марта 1965, 22 июля 1975);

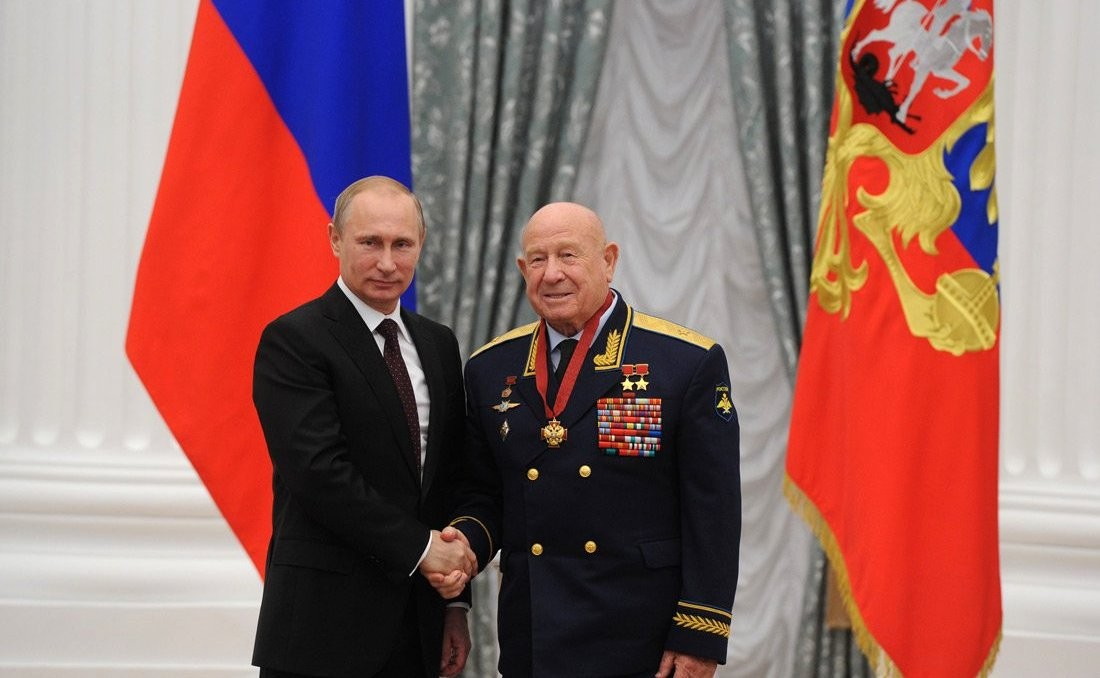
Награждение Орденом «За заслуги перед Отечеством» III степени. 31 июля 2014 года

- орден «За заслуги перед Отечеством» I степени (29 мая 2019) — за большой вклад в освоение космоса и многолетнюю добросовестную работу[36];
- орден «За заслуги перед Отечеством» III степени (22 мая 2014) — за достигнутые трудовые успехи, значительный вклад в социально-экономическое развитие Российской Федерации, заслуги в освоении космоса, гуманитарной сфере, укреплении законности, активную законотворческую и общественную деятельность, многолетнюю добросовестную работу[37];
- орден «За заслуги перед Отечеством» IV степени (2 марта 2000) — за большие заслуги перед государством в развитии отечественной пилотируемой космонавтики[38];
- орден Дружбы (12 апреля 2011) — за большой вклад в развитие отечественной пилотируемой космонавтики и многолетнюю плодотворную общественную деятельность[39];
- Премия Правительства Российской Федерации имени Ю. А. Гагарина в области космической деятельности (2011) — за развитие отечественной пилотируемой космонавтики, личное участие в осуществлении первых пилотируемых полётов, развитие международного сотрудничества в области космической деятельности, популяризацию достижений отечественной космонавтики
- два ордена Ленина (23 марта 1965, 22 июля 1975);
- орден Красной Звезды (1961);
- орден «За службу Родине в Вооружённых Силах СССР» III степени (1975);
- медали;
- Лётчик-космонавт СССР (1965);
- Заслуженный мастер спорта СССР (1965);
- Благодарность Президента Российской Федерации (9 апреля 1996) — за большой личный вклад в развитие отечественной космонавтики[40].
- Почётная грамота Правительства Российской Федерации (7 августа 1997) — за большой личный вклад в подготовку и проведение Спартакиады трудящихся Российской Федерации 1996—1997 годов «За физическое и нравственное здоровье нации»[41].
- Почётная грамота Правительства Российской Федерации (1 июня 2009) — за заслуги в становлении и развитии отечественной пилотируемой космонавтики, а также в связи с 75-летием со дня рождения[42].
- Почётный знак ВЛКСМ.

Иностранные награды
- Герой Социалистического Труда НРБ (НРБ, 1965);
- орден Георгия Димитрова (НРБ, 1965);
- орден Карла Маркса (ГДР, 1965);
- медаль Артура Беккера I степени (ГДР, 1965);
- Герой Труда Вьетнама (ДРВ, 1966);
- орден Государственного знамени ВНР (ВНР, 1965);
- орден «За отличие» II степени (Сирия, сентябрь 1966);
- орден Красного Знамени (МНР);
- медаль «За укрепление дружбы по оружию» I (золотой) степени (1977);
- медаль «40 лет Халхин-Гольской Победы» (МНР, 26 ноября 1979);
- медаль «60 лет Монгольской Народной Армии» (МНР, май 1982);
- медаль «40 лет освобождения Чехословакией Советской армией» (ЧССР, 11 марта 1985);
- медаль «40 лет Победы над гитлеровским фашизмом» (НРБ, 16 мая 1985);
- медаль «30 лет Революционным вооружённым силам» (Куба, 24 ноября 1986);
- орден «За заслуги» III степени (Украина, 12 апреля 2011) — за значительный личный вклад в развитие ракетно-космической отрасли, достижения в создании и внедрении космических систем и технологий, высокое профессиональное мастерство[43].

Награды субъектов Российской Федерации
- Звание «Почётный гражданин города Вологды» (1965)[44];
- Звание «Почётный гражданин г. Кемерово» (12 апреля 1967)[45];
- Звание «Почётный гражданин города Киржача и Киржачского района Владимирской области» (25 июня 2010)[46];
- Почётный знак «За заслуги перед Смоленщиной» (март 2011)[47];
- Медаль Алексея Леонова № 001 (1 сентября 2014)[48];
- Почётный гражданин Московской области (21 апреля 2014)[49][50];
- Почётный гражданин Калининградской области (2 июля 2015) — за исключительные заслуги перед Калининградской областью и её жителями, способствующие её развитию, повышению авторитета в Российской Федерации и за рубежом[51][52];
- Почётный гражданин Смоленской области (30 сентября 2015) — за патриотическое воспитание молодого поколения, поддержку исследовательской деятельности молодежи в области авиации и космонавтики, сохранение и увековечение памяти первого космонавта Юрия Алексеевича Гагарина, значительный вклад в экономическое развитие Смоленской области[53];
- Почётный гражданин Владимирской области (30 марта 2016)[54].

Награды общественных организаций
- премия имени Людвига Нобеля (2007);
- орден Святого Константина Великого (Союз кавалеров золотого ордена св. Константина Великого);
- орден «Золотая Звезда» (Фонд Героев Советского Союза и Героев Российской Федерации совместно с оргкомитетом Международного форума «Потенциал нации»);
- орден «Гордость России» (Благотворительный Фонд «Гордость Отечества», 2007);
- Национальная премия «Во славу Отечества» в номинации «Слава России» (Международная академия общественных наук и Международная академия меценатства, 2008);
- орден «Во славу Отечества» II степени (2008);
- Императорский и Царский орден Святого Станислава I степени (2014)[55].

Другие награды и звания
- Государственная премия СССР (1981) (совместно с А. В. Филипченко);
- премия Ленинского комсомола (1979) — за книгу-альбом «Человек и вселенная» (совместно с А. К. Соколовым);
- почётный знак «За заслуги в развитии физической культуры и спорта» (1975) — за активную деятельность и большой вклад в развитие физической культуры и спорта, выдающиеся спортивные достижения[56];
- почётный гражданин городов: Белгород, Березники[57], Владимир, Вологда, Калининград (9 июля 1965)[58], Калуга, Кемерово, Киржач, Нальчик[59], Пермь (24 марта 1965)[60], Череповец, Аркалык (Казахстан), Друскининкай (Литва), Кременчуг, Чугуев (Украина), Велико-Тырново, Видин, Свищов (Болгария), Усти-над-Лабем (Чехия), Сан-Антонио (Чили);
- наградное холодное оружие — именной офицерский кортик «Алексей Леонов»[61];
- кавалер ордена Святой Анны III степени от главы Российского императорского дома Марии Владимировны Романовой (2008);
- кавалер ордена Святой Анны II степени от главы Российского императорского дома Марии Владимировны Романовой (2011);
- почётный член Российской академии художеств[62];
- «Человек года-2013» (Русский биографический институт и Институт экономических стратегий) (2013)[63].

## Память

### Названы именем Леонова
- Кратер на обратной стороне Луны.
- Астероид (9533) Алексейлеонов.

Медаль «Алексей Леонов»

- Улицы в городах: Перми, Калининграде, Камышине, Кемерове, Кременчуге, Балакове, Обнинске, Пензе, Гатчине, Владикавказе, Жердевке, Чугуеве.
- Средняя общеобразовательная школа № 21 в Калининграде, которую он окончил.
- Средняя общеобразовательная школа № 4 в городе Гагарине.
- Средняя общеобразовательная школа № 16 Благовещенска.
- Детская художественная школа № 14 имени А. А. Леонова в пгт Тисуль Кемеровской области[64].
- Международный аэропорт города Кемерово[65].
- Планетарий Казанского федерального университета[66][значимость факта?].
- Московский государственный университет в городе Королёв (Технологический университет имени дважды Героя Советского Союза, летчика-космонавта А. А. Леонова).
- 21 июля 2014 года Законом Кемеровской области № 82 была учреждена региональная награда — медаль Алексея Леонова.
- В фантастическом романе Артура Кларка «2010: Одиссея Два» и в его экранизации «Космическая одиссея 2010», в честь Алексея Леонова назван советский межпланетный космический корабль.
- С 2012 года в Калининграде проводится ежегодная детская парусная регата «Кубок космонавта Леонова»[67][значимость факта?].

### Почтовые марки
Леонову посвящены почтовые марки выпуска разных стран.

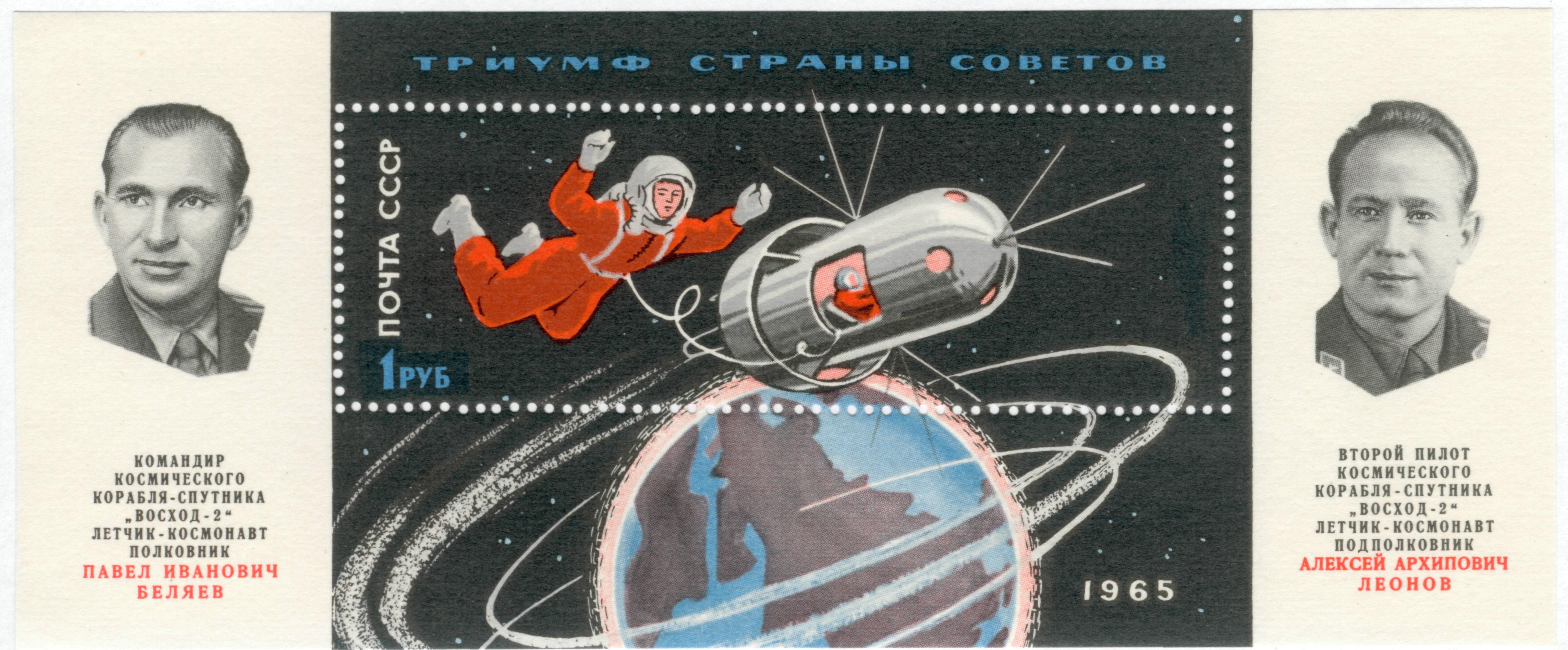
Почтовый блок СССР, 1965 год
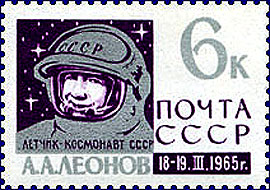
Почтовая марка СССР, 1965 год
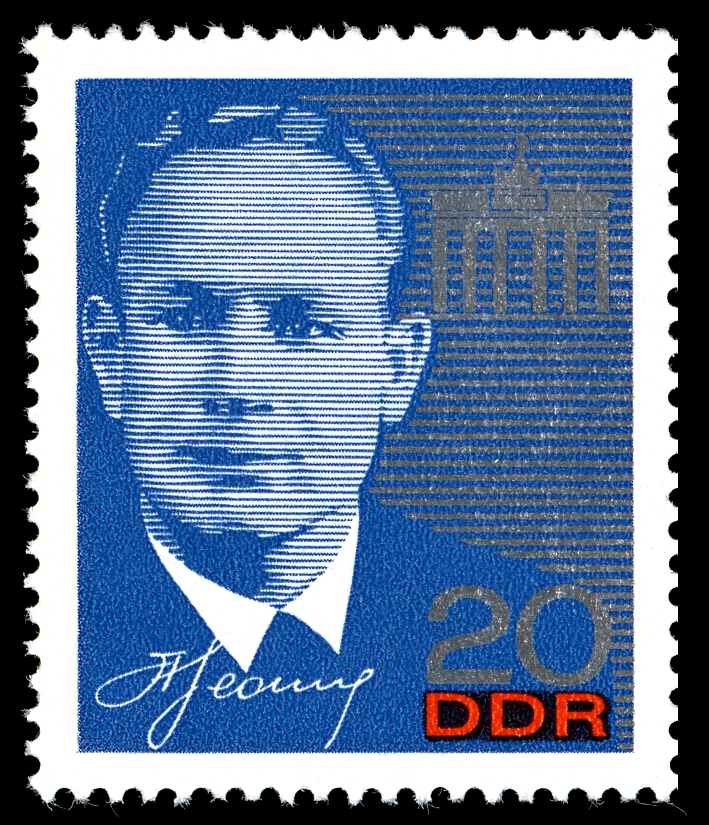
Почтовая марка ГДР, 1965 год
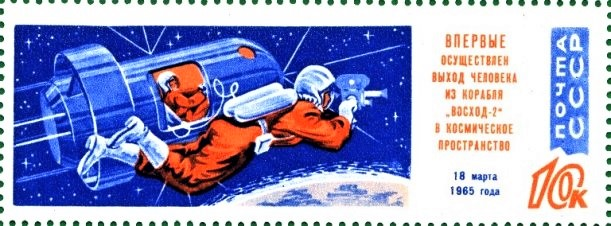
Почтовая марка СССР, 1965 год
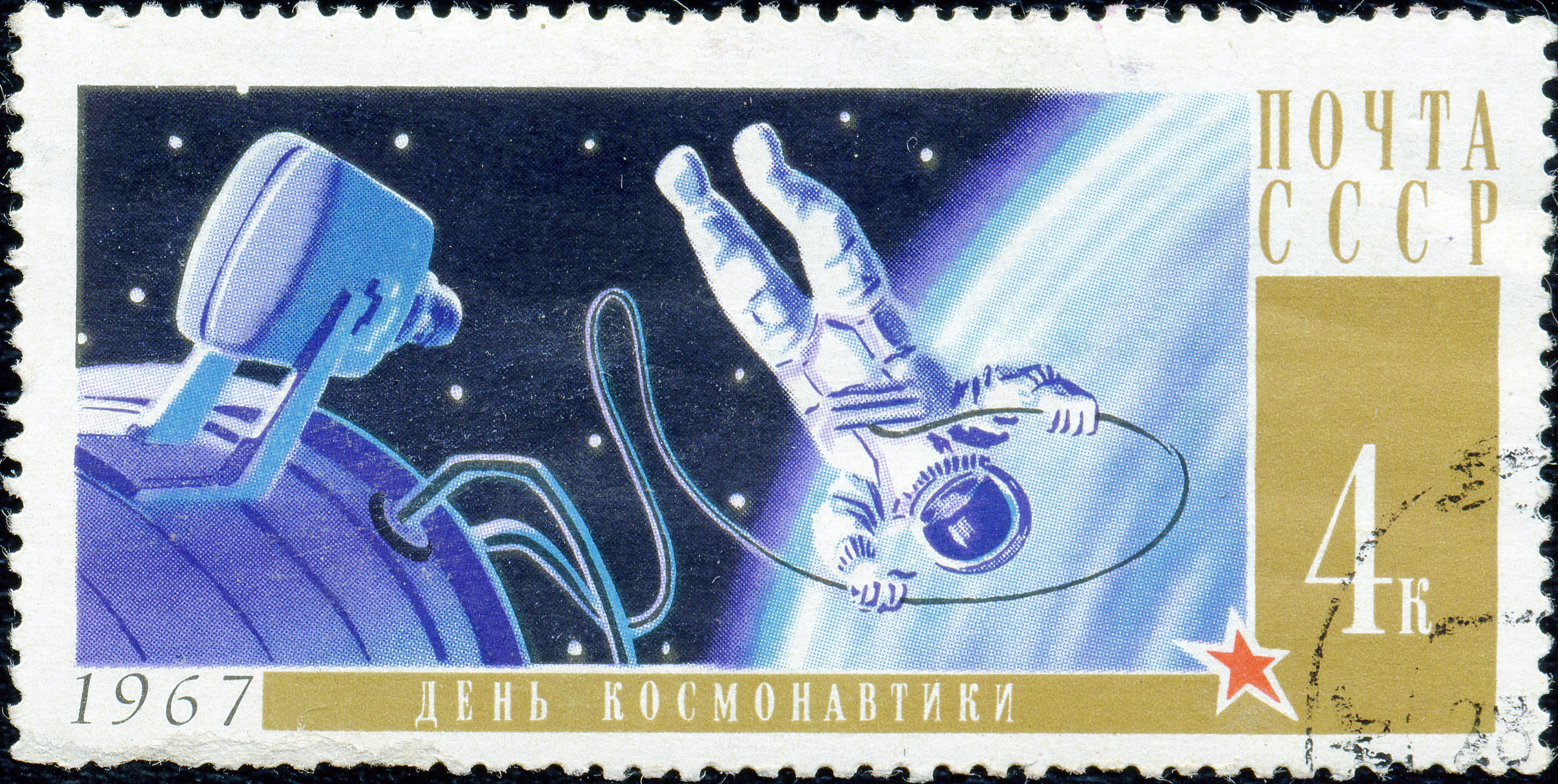
Почтовая марка СССР, 1967 год
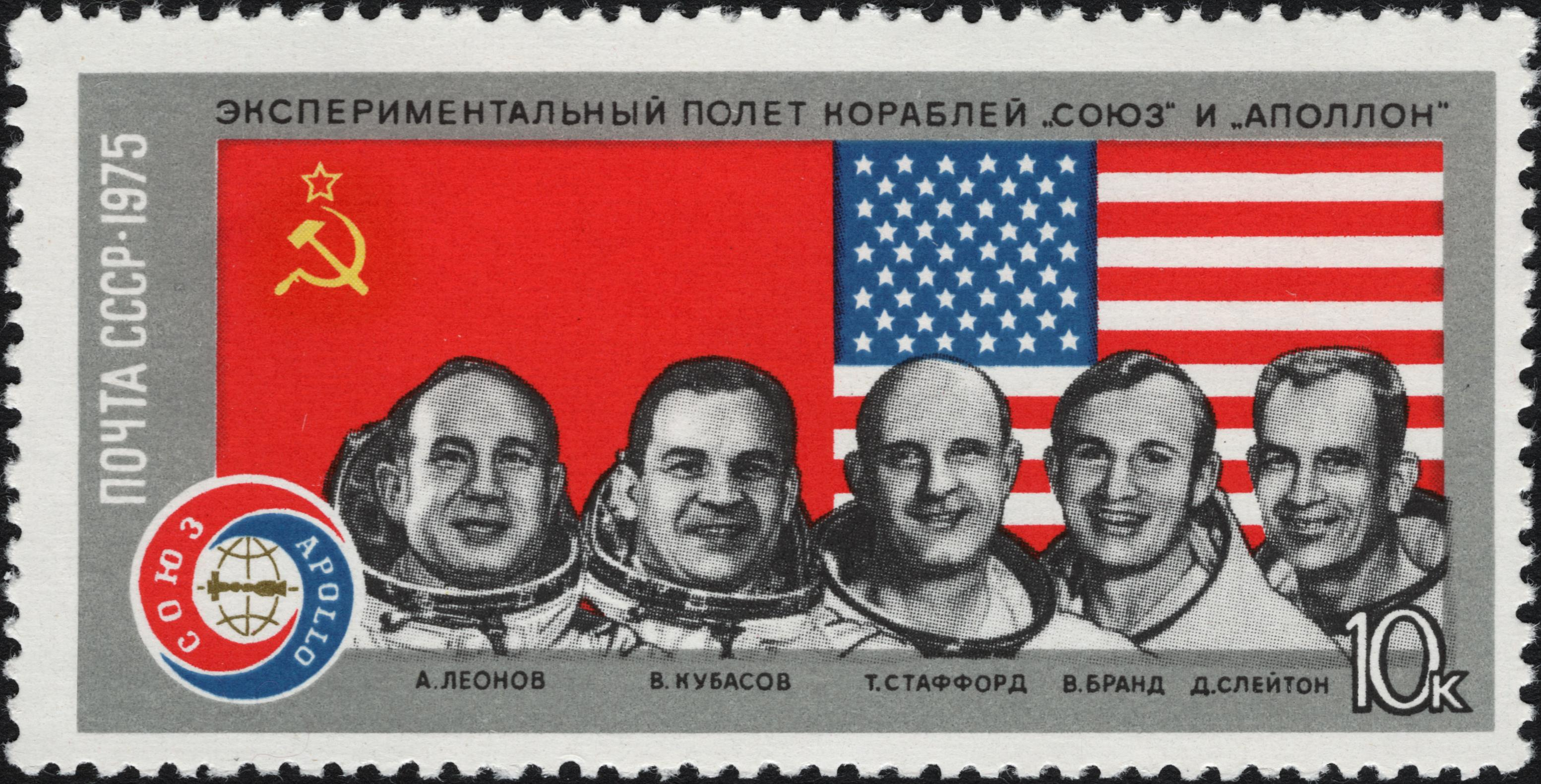
Почтовая марка СССР, 1975 год
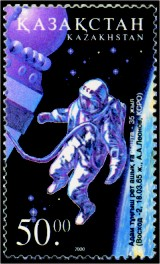
Почтовая марка Казахстана, 2001 год

### Памятники

Памятник Алексею Леонову на Аллее Космонавтов в Москве
Монумент «Землякам-космонавтам» в Калининграде
Бюст А. А. Леонова в Кемерово
Памятник на могиле Алексея Леонова на ФГУ «ФВМК» в подмосковных Мытищах (скульптор Ярослав Бородин[69]).

- Бронзовые бюсты установлены в Москве (на Аллее Космонавтов), в Кемерове на улице Весенней и на родине космонавта в посёлке Листвянка.
- Мемориальная доска в Москве.

Портрет А. А. Леонова, Парк покорителей космоса имени Юрия Гагарина

- Барельеф-портрет А. А. Леонова установлен в Парке покорителей космоса имени Юрия Гагарина, открытом 9 апреля 2021 года.

### Фильмы
- Большое космическое путешествие — (художественный, 1974, камео). Фильм завершается комментариями Леонова.
- Петля Ориона (художественный, 1980) — написал сценарий к фильму в соавторстве с Валентином Селивановым. Короткое интервью в начале фильма.
- Обратная сторона Луны (художественный фильм, 2003) . В роли А. Леонова актёр Сергей Приселков.
- Алексей Леонов. Космический пешеход (Les films de la Castagne, Les Docs du Nord, Screen-film, Франция — Россия, реж. В. Козлов, 2011).
- «Космонавт» (2013, Испания — Латвия — Россия), роль Леонова исполнил малоизвестный актёр Олег Шапошников[70].
- «Время первых» (2017). В роли А. Леонова актёр Евгений Миронов.
- «Главный» 2015. В роли А. Леонова актёр Фёдор Лавров.
- «Космос внутри» (2022) — документальный фильм режиссёра Натальи Цой. В основе картины — последнее интервью Леонова, а также кадры советской кинохроники из истории освоении космоса[71].

### Музыка
- Композиция «E. V. A.» британской группы Public Service Broadcasting[англ.] (альбом 2015 года The Race for Space[англ.]) повествует о том, как Алексей Леонов совершил первый в мире выход в открытый космос[72][73]. Музыкальный клип этой композиции сделан полностью из архивных видеофрагментов тех времён.
- Песня «Космос (Архип Архипыч)» советской и российской рок-группы «Крематорий».